# 360-Grad-Modell
Das 360-Grad-Modell (auch 360-Grad-Deal) ist ein aus der Musikindustrie stammendes Geschäftsmodell.
Dabei handelt es sich um eine Komplettvermarktung eines Künstlers oder einer Band. Durch diese Vertragsart verdient das jeweilige Label an allen Bereichen, die mit einer Band oder einem Künstler zu tun haben: Merchandise, Ticketverkäufe bzw. Künstler-/Tour-Management, Tonträger-/DVD-Produktion, Online-Stores etc.
Das beteiligte Musikunternehmen verpflichtet sich, die finanzielle Unterstützung für den Künstler, einschließlich direkter Vorschüsse sowie Mittel für Marketing, Promotion und Konzerte zu übernehmen. Der Künstler verpflichtet sich im Gegenzug, dem Unternehmen einen bestimmten Prozentsatz des von ihm generierten Einkommens, einschließlich des Verkaufs von Musikaufnahmen, Live-Performances und anderen Erträgen, zu überlassen.
Entstanden ist dieses Geschäftsmodell Anfang des 21. Jahrhunderts, nachdem die Musikindustrie wegen der Schrumpfung der Tonträgerabsätze auf der Suche nach neuen Einnahmequellen war.
Als einer der ersten schloss Robbie Williams einen 360-Grad-Deal ab. Er erhielt im Jahre 2002 ca. 80 Millionen Pfund, um fünf Alben abzuliefern und seine damalige Plattenfirma EMI an allen Gewinnen zu beteiligen.